# Marco Cecílio Metelo (pretor em 69 a.C.)
Marco Cecílio Metelo (em latim: Marcus Caecilius Metellus) foi um político da gente Cecília eleito pretor em 69 a.C.. Cecílio Metelo presidiu sobre a "quaestio de repetundis", um tribunal composto por senadores que atuavam como juízes e jurados em caso de suborno e extorsão. Quando foi processado por irregularidades durante seu governo da Sicília, Caio Verres, que estava sendo processado por Cícero, esperava que o julgamento fosse adiado até que Cecílio Metelo, um aliado dos aristocratas, estivesse presidindo a corte.
Era filho de Lúcio Cecílio Metelo Dalmático, cônsul em 119 a.C., e irmão de Lúcio Cecílio Metelo, cônsul em 68 a.C., e de Cecília Metela Dalmática, esposa de Sula.